# Bythotiara dolioeques
Bythotiara dolioeques is een hydroïdpoliep uit de familie Bythotiaridae. De poliep komt uit het geslacht Bythotiara. Bythotiara dolioeques werd in 2005 voor het eerst wetenschappelijk beschreven door Raskoff & Robison. 